# National League (damvolleyboll, Zambia)
National League i volleyboll för damer i Zambia organiseras av Zambia Volleyball Association. Tio lag deltar i serien, som utser de zambiska mästarna.

## Resultat per år
| Säsong               | Podium                              | Podium                              | Podium                              |
| Mästare              | Tvåa                                | Trea                                |                                     |
| -------------------- | ----------------------------------- | ----------------------------------- | ----------------------------------- |
| 2020                 | Ej utsedda p.g.a. Covid-19-pandemin | Ej utsedda p.g.a. Covid-19-pandemin | Ej utsedda p.g.a. Covid-19-pandemin |
| 2021 mer information | Prison Leopards                     |                                     |                                     |
| 2022 mer information | Green Buffaloes                     |                                     |                                     |